# Louis d'Anjou
Pour les articles homonymes, voir Louis d'Anjou (homonymie) et Saint Louis.
Louis d'Anjou, connu sous le nom de saint Louis d'Anjou ou saint Louis de Toulouse, est né à Brignoles le 9 février 1274,,, et décédé dans cette même ville le 19 août 1297,,,,,. Il est évêque de Toulouse de 1296 à sa mort.
Il est le fils de Charles II, roi de Naples, et de Marie de Hongrie ainsi que le petit-neveu de Louis IX, roi de France. Sa fête est célébrée le 19 août.

## Biographie

### Naissance et enfance
Louis d'Anjou est le fils de Charles II d'Anjou dit le Boiteux, lui-même fils de Charles d'Anjou, frère du roi de France Louis IX (Saint Louis), et de Marie de Hongrie, fille du roi Étienne V de Hongrie, sœur et héritière de Ladislas le Couman. Il est le deuxième fils d'une famille de quatorze enfants :
1. Charles Martel (1271 † 1295), roi titulaire de Hongrie ;
2. Marguerite (1273 † 1299), comtesse d'Anjou et du Maine, mariée en 1290 à Charles de Valois (1270 † 1325) ;
3. Louis d'Anjou (1274 † 1297), franciscain, évêque de Toulouse ;
4. Robert le Sage (1277 † 1343), roi de Naples ;
5. Philippe Ier de Tarente (1278 † 1332), prince de Tarente et d'Achaïe ;
6. Blanche (1280 † 1310), mariée en 1295 à Jacques II (1267 † 1327) roi d'Aragon ;
7. Raymond Bérenger (1281 † 1305) comte d'Andria ;
8. Jean de Sicile (1283 † ap. le 16 mars 1308) ;
9. Tristan de Sicile (1284 † 1284/1288), prince de Salerne ;
10. Éléonore (1289 † 1341), mariée en 1302 à Frédéric II (1272 † 1336), roi de Sicile ;
11. Marie (1290 † 1347), mariée en 1304 à Sanche Ier (1276 dagger; 1324), roi de Majorque, puis en 1326 à Jacques de Ejerica (1298 † 1335) ;
12. Pierre (1292 † Bataille de Montecatini 1315), comte de Gravina ;
13. Jean de Durazzo (1294 † 1336), duc de Durazzo, prince d'Achaïe ;
14. Béatrice (1295 † 1335), mariée en 1305 à Azzo VIII d'Este († 1308), puis en 1309 à Bertrand des Baux († 1351), comte d'Andria.

Vers l'âge de 7 ans, il fut confié à un gouverneur d'origine normande, Guillaume de Manerie, et à un prêtre, Jean de Bymaret qui devait devenir chanoine de Forcalquier. Il reçut une éducation digne de son rang de prince, mais fut très jeune attiré par la vie religieuse. Dès qu'il eut une douzaine d'années, deux religieux de l'ordre de saint François s'occupèrent du jeune garçon : Guillaume de Millard et François Brun, lesquels auront une influence décisive sur la vocation du jeune Louis.

### Adolescence en prison
La situation internationale vient bouleverser cette vie régulière. En effet, après les fameuses vêpres siciliennes du 30 mars 1282 qui avaient chassé les Angevins de la Sicile, le roi Charles d'Anjou veut reprendre possession de l'île rebelle. Dès le mois de mai 1282, il fait entreprendre à Marseille la construction d'une flotte commandée par Jean de Vivaud qu'il envoie à Messine. L'année suivante, l'amiral Barthélemy Bonvin rassemble plusieurs navires mais les résultats sont décevants. Tout d'abord, Guillaume Cornut est battu par les Aragonais le 8 juillet 1283 lors de la bataille de Malte, puis la flotte marseillaise et napolitaine est à nouveau défaite le 5 juin 1284 par l'amiral Ruggero de Laura. Au cours de cette dernière bataille, le père de Louis, Charles qui est seulement prince de Salerne mais héritier de la couronne de Naples, est fait prisonnier. Charles Ier d'Anjou étant mort à Foggia le 7 janvier 1285, le prince de Salerne devient roi de Naples sous le nom de Charles II mais reste en prison.
À la suite du traité d'Oloron (Pyrénées-Atlantiques) de la fin juillet 1287 et après différentes tractations, Charles II est libéré en 1288 mais à la condition que trois de ses fils, Louis, Robert et Raymond Bérenger, soient livrés en otage au roi d'Aragon ainsi que soixante seigneurs provençaux et vingt notables marseillais.
Louis sera donc prisonnier en Catalogne pendant sept ans, soit de l'âge de quatorze à vingt-et-un ans. Il fut d'abord emprisonné au château de Moncade près de Barcelone, puis dans celui de Ciurana dans la province de Tarragone. Les conditions de détention dans ce dernier lieu étaient particulièrement dures et il y contracta probablement la tuberculose dont il mourut peu de temps après.
Il fit part de son intention de se faire prêtre à son père qui ne s'y opposa pas. Pendant sa détention, le pape Célestin V le nomma en octobre 1294 évêque de Lyon, mais cette consécration ne fut pas effective.
Grâce à la forte implication du pape Boniface VIII, un traité de paix est signé à Anagni entre le roi d'Aragon et le roi de Naples le 12 juin 1295. Charles II s'apprêtait à se rendre en Catalogne lorsqu'il reçut la terrible nouvelle du décès de son fils aîné Charles Martel qui faisait de Louis d'Anjou l'héritier de la couronne de Naples s'il ne s'était pas désisté au profit de son frère Robert. Le 31 octobre 1295 à Figuières, une rencontre eut lieu entre le roi Jacques II d'Aragon et Charles II d'Anjou au cours de laquelle les prisonniers furent libérés.

### L'évêque

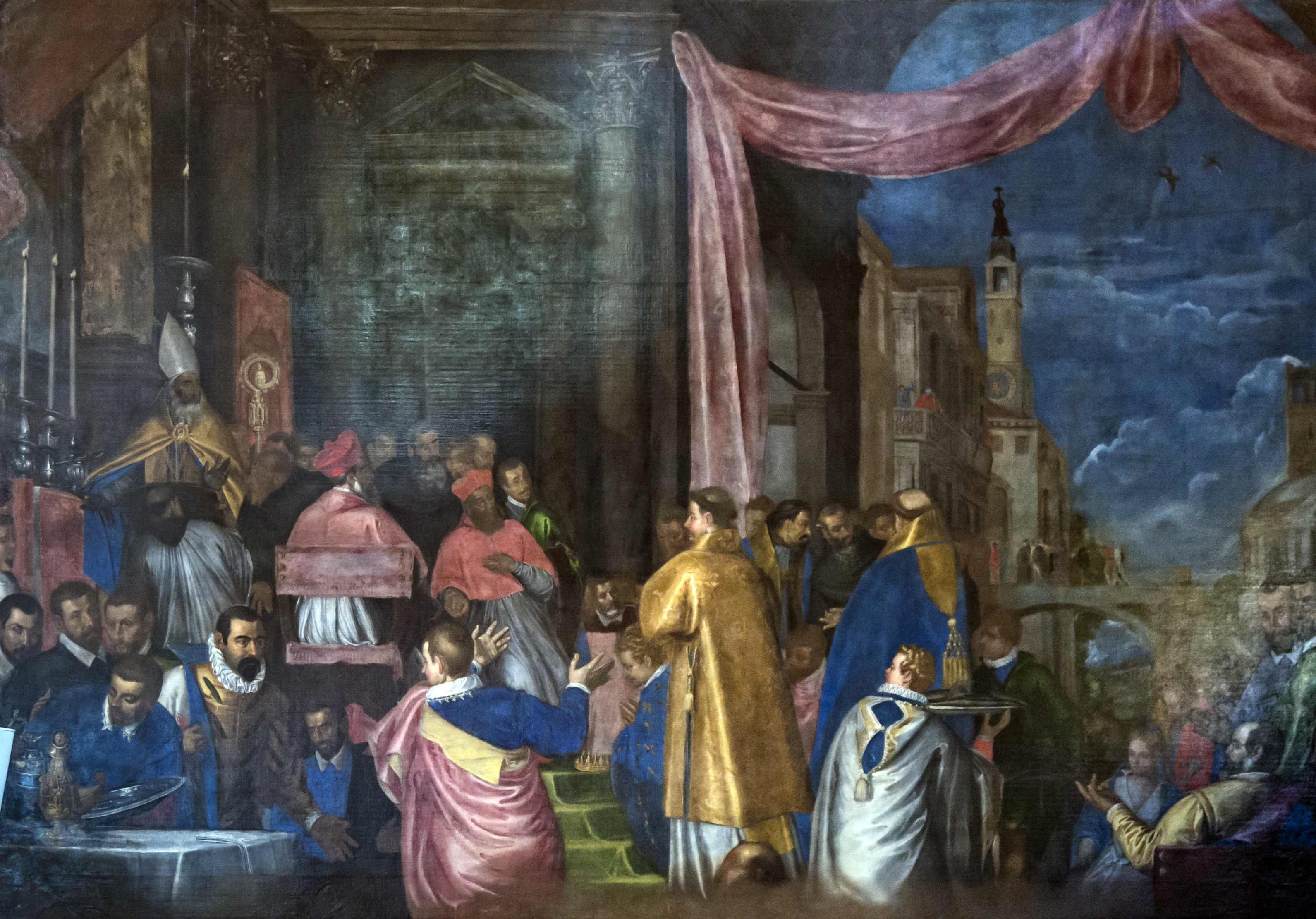
Consécration de saint Louis de Toulouse par Pietro Damini.

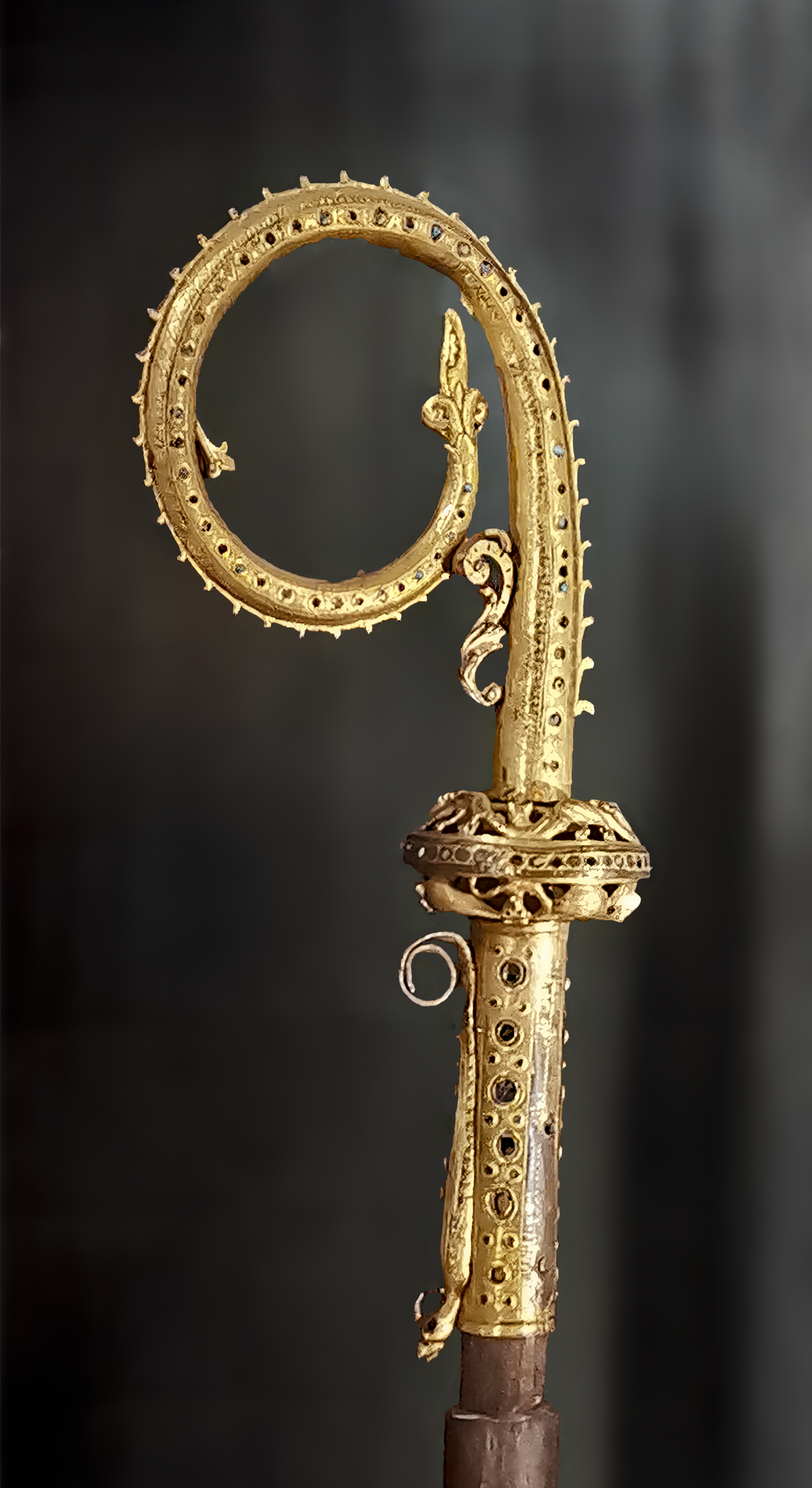
Crosse de saint Louis de Toulouse, basilique Saint-Sernin.

La libération de Louis ne change pas sa décision de rentrer dans les ordres. De retour en Provence, il visite les églises et couvents, il porte secours aux pauvres et aux prisonniers. Partout il reçoit un accueil chaleureux. Arrivé à Naples, il se retire au château de l'Œuf et y rassemble une communauté de frères mineurs.
Le pape Boniface VIII qui n'avait pas oublié la nomination de son prédécesseur, le nomme évêque de Toulouse. La cérémonie de prise d'habit qui eut lieu le 23 décembre 1296 fut suivie de la consécration par le pape Boniface VIII dans la basilique Saint-Pierre le 30 (et non le 29) décembre 1296. Le 5 janvier 1297, Louis quitte la ville éternelle pour retourner à Naples où sa venue suscita un enthousiasme général. Pour se rendre dans son diocèse de Toulouse, il alla à Florence et Brignoles puis fit un long détour par Paris pour rencontrer le roi de France Philippe IV le Bel. Il rejoignit Toulouse au mois de mars 1297 pour administrer son diocèse. Reçu par les capitouls et les différents corps et corporations, il fait une entrée triomphale. Il transforme son palais et y introduit l'ordre et la simplicité. Il effectue plusieurs visites, notamment à Barcelone.
Persuadé que Boniface VIII l'avait consacré évêque parce qu'il était fils de roi et non parce qu'il était un simple prêtre, il envisage de démissionner. Ayant appris que son grand-oncle Louis IX serait canonisé le 11 août au cours d'une cérémonie à laquelle il était invité, il décide de se rendre à Rome.

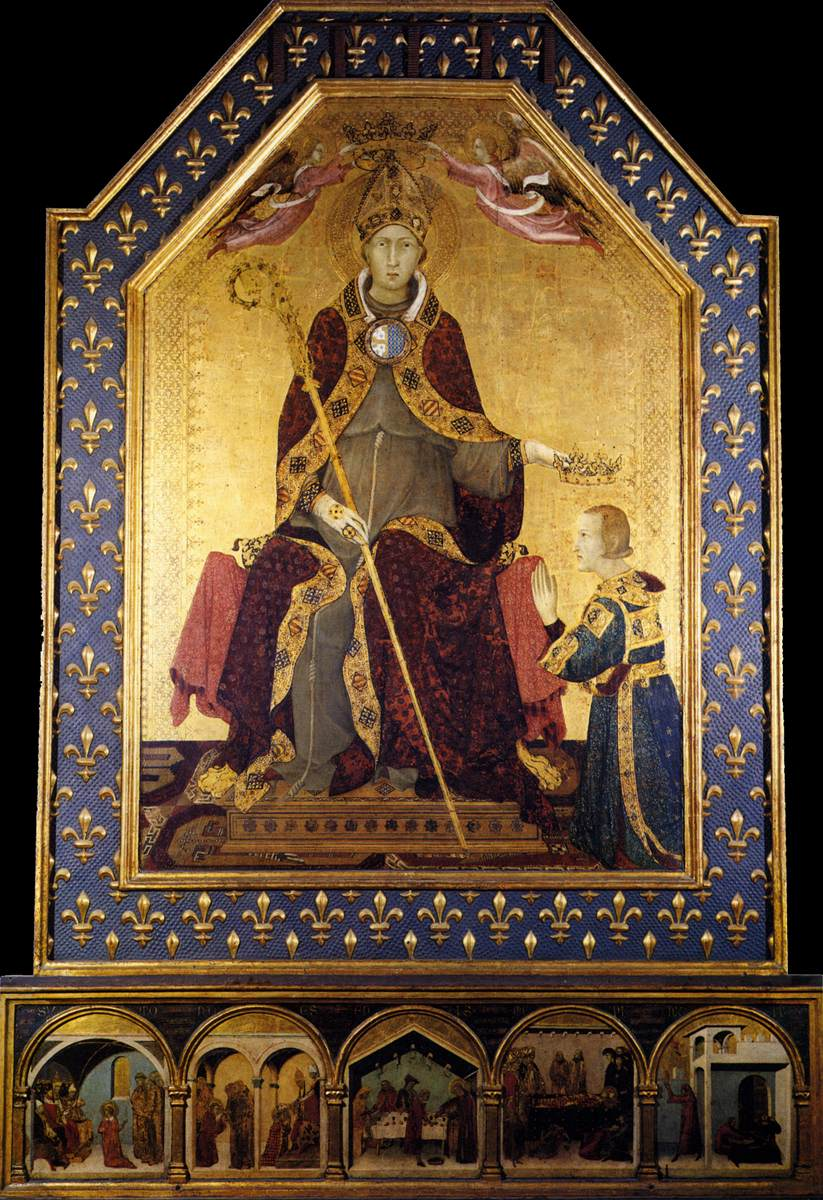
Saint Louis de Toulouse couronne Robert d'Anjou.

### Le décès et la canonisation
Au cours de son voyage, il s'arrête à Tarascon (Bouches-du-Rhône) puis à Brignoles, sa ville natale. Là il tombe gravement malade et meurt le 19 août 1297 à l'âge de 23 ans. Le couvent des frères mineurs à Marseille fut choisi pour être sa sépulture. Le corps de Louis fut traité suivant la coutume du temps qui allait bientôt être condamnée par l'église et qui consistait à séparer les chairs des os. Les chairs furent ensevelies sur place dans le cloître des frères mineurs, tandis que les os furent transportés dans l'église des frères mineurs de Marseille qui se trouvait à l'extérieur des remparts sur des terrains compris entre les rues Tapis-vert et Thubaneau.
Sa réputation de sainteté fut si grande que l'évêque de Marseille, Durand de Trésémines, sollicita du pape Clément V un procès de canonisation qui fut confié vers 1308 à Guy de Neufville évêque de Saintes, et à Raymond évêque de Lectoure. Le franciscain Guillaume de Saint-Marcel témoigne lors de ce procès de canonisation. Il n'a pas eu de contact personnel avec Louis d'Anjou, sauf une conversation juste avant la mort de ce dernier. Guillaume de Saint-Marcel rapporte que Louis d'Anjou, sur son lit de mort, lui a dit vouloir renoncer à l'épiscopat,. Le 7 avril 1317, le pape Jean XXII, ancien official de Louis d'Anjou à Toulouse, publie en présence du roi Robert Ier de Naples la bulle de canonisation.
Le 8 novembre 1319 le roi Robert, accompagné de son épouse la reine Sancia de Majorque et de nombreux cardinaux, se rendit à Marseille pour assister à la translation des restes de son frère du caveau où il reposait au maître-autel du couvent des frères mineurs.

### La dispute des reliques

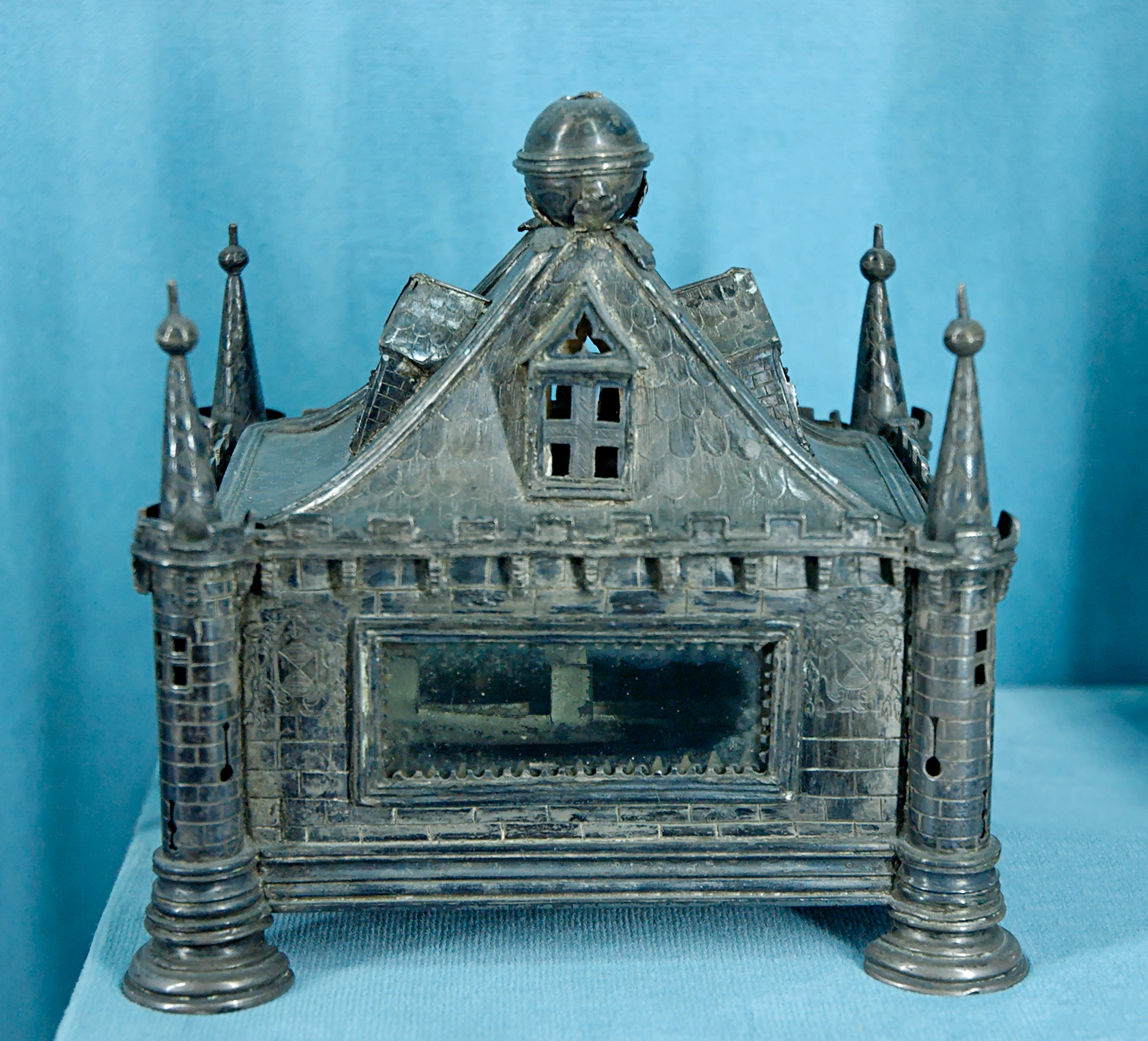
Reliquaire en argent de saint Louis d'Anjou (XVe siècle-XVIIe siècle),
musée du Moyen Âge de Cluny.

De retour d'une campagne contre Louis III d'Anjou en 1423, la flotte d'Alphonse V d'Aragon passe devant Marseille et l'attaque. La ville est prise le 20 novembre 1423 et le sac de Marseille dure trois jours. Les Aragonais dévastent le couvent des frères mineurs. Les reliques de saint Louis d'Anjou sont trouvées sur une indication obtenue par les pillards, dans une maison de la ville où elles avaient été mises à l'abri avant l'attaque. Le roi les fait transporter sur ses navires. La chaîne qui barre l'entrée du port est également enlevée. Ces trophées sont déposés dans la cathédrale Sainte-Marie de Valence.
Au XVIe siècle, le couvent des frères mineurs qui se trouvait à l'extérieur mais très près des remparts, dut être rasé pour faciliter la défense de la ville contre les attaques des troupes de Charles Quint commandées par le connétable de Bourbon. Le siège dura du 19 août au 28 septembre 1524, mais la ville résista.
Malgré diverses interventions, ces prises de guerre demeurèrent en Espagne. Cependant en 1956 l'archevêque de Valence Marcelino Olaechea y Loizaga et l'archevêque de Marseille Jean Delay trouvèrent un compromis : deux vertèbres du saint furent ramenées à Marseille le 24 juin 1956 et placées dans l'église des Augustins où se trouvait auparavant une église des Templiers. Les deux vertèbres ont été volées en 1993.

## Hommages et représentations
Le rayonnement du culte de saint Louis d'Anjou ne fit que se développer. De nombreuses œuvres d'artistes, tableaux ou sculptures, représentent le saint.

### En France
C'est en Provence où son souvenir est le plus marqué. Brignoles, sa ville natale dont il devint le saint patron le 25 janvier 1617, conserve dans l'église Saint-Sauveur sa mitre et ses gants. Dans la basilique Sainte-Marie-Madeleine de Saint-Maximin-la-Sainte-Baume se trouve une chapelle qui abrite une chape offerte par Charles II.
On trouve à Toulouse, dans la basilique Saint-Sernin, un grand reliquaire ovale de saint Louis d'Anjou par Joseph Favier. Dans cette même ville, on trouve au musée des Augustins une statue représentant saint Louis d'Anjou la tête penchée et tournée sur la droite.
Le musée du Louvre conserve le reliquaire exécuté entre 1336 et 1338 sur ordre du roi Robert pour abriter un os du bras, une des reliques emportées de Marseille à Naples en 1339. De forme cylindrique en cristal de roche orné de colonnettes en argent et d'émaux translucides, il se termine par une main d'argent dorée. L'orfèvre serait Lando di Pietro, un des plus grands artistes de son temps. Ce musée possède également un tableau peint par Antonio Vivarini représentant le saint à mi-corps. Cette effigie devait appartenir à un polyptyque surmontant une figure de saint en pied. À cette même composition semblent également appartenir un saint Nicolas et un saint Ambroise de dimensions similaires conservés au Seminario Patriarcale de Venise, ainsi que la piéta de la Pinacothèque de Bologne et la Vierge à l'Enfant du musée Poldi Pezzoli de Milan.
L'église Sainte-Radegonde de Giverny possède une statue en pierre polychrome du XIVe siècle représentant le saint.

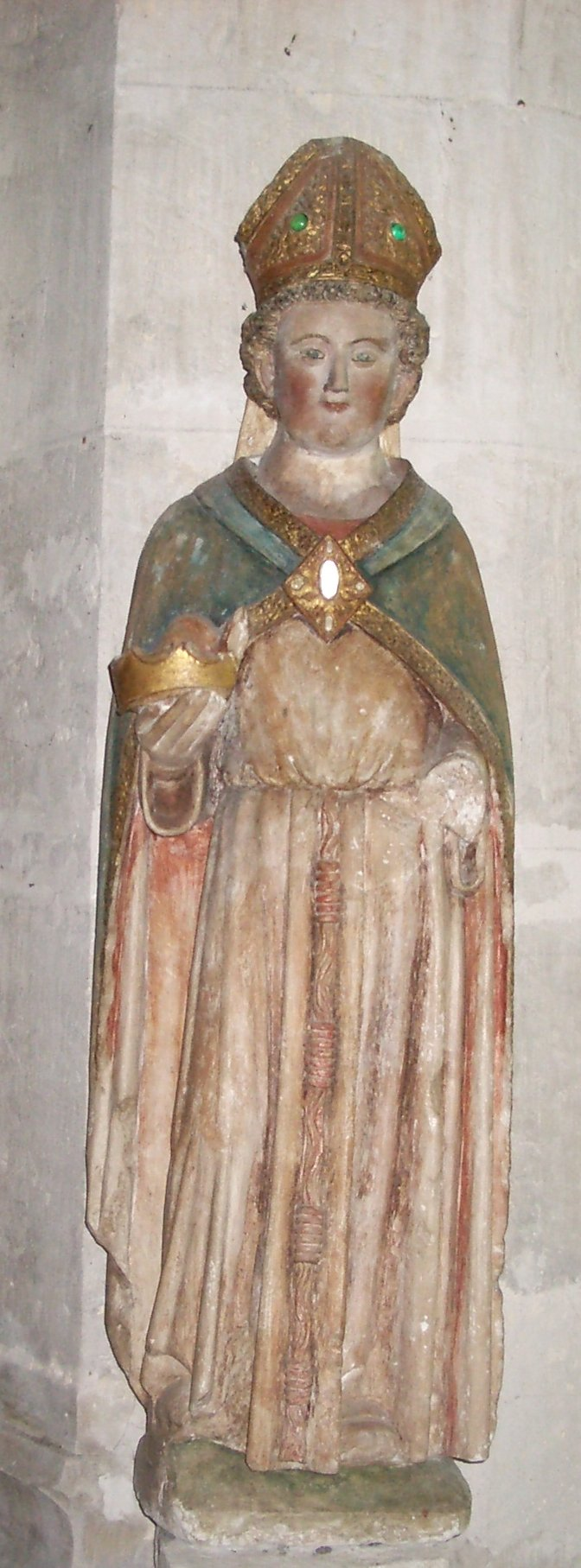
Église Sainte-Radegonde, Giverny.
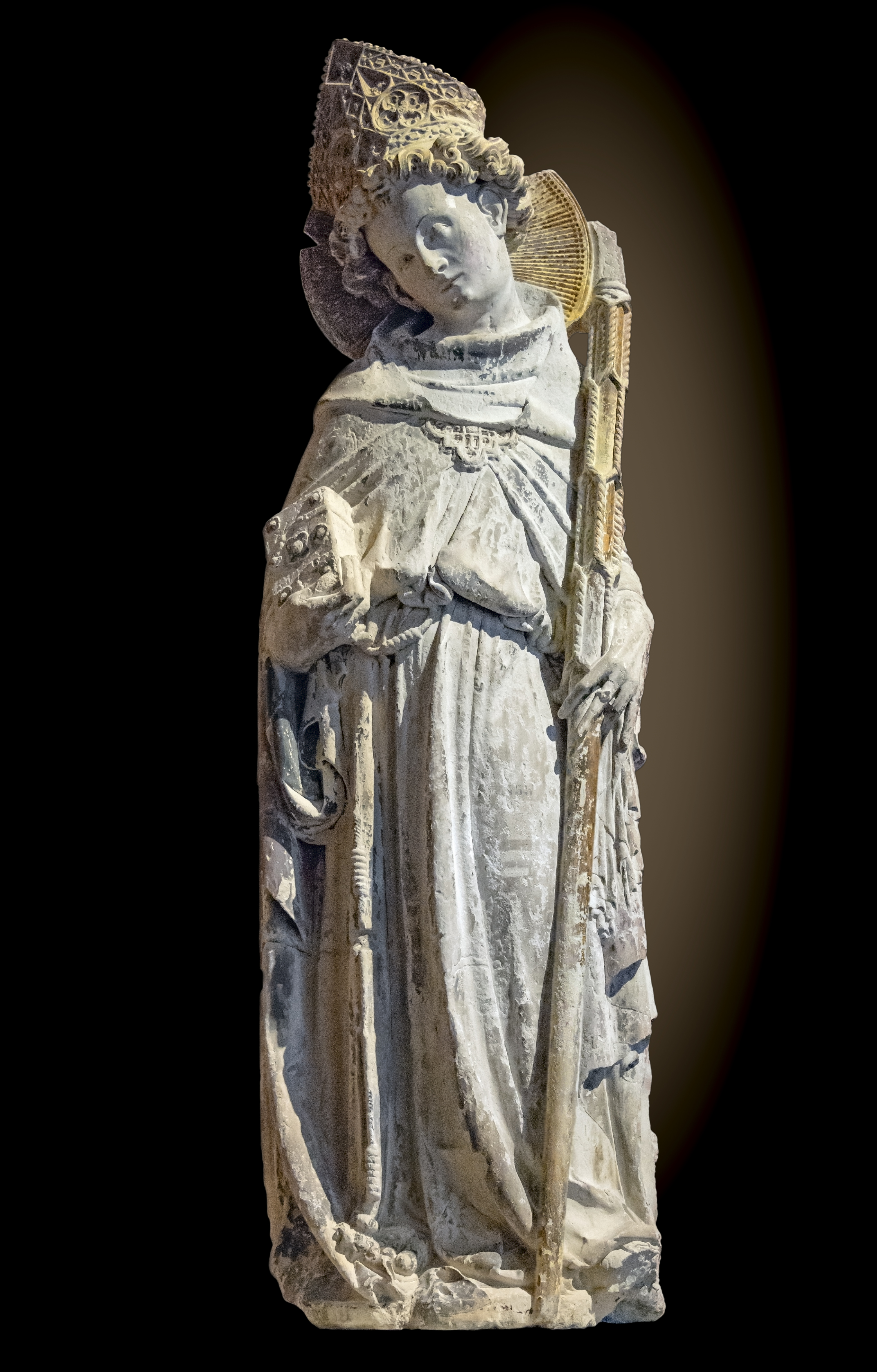
Saint Louis de Toulouse, musée des Augustins de Toulouse.
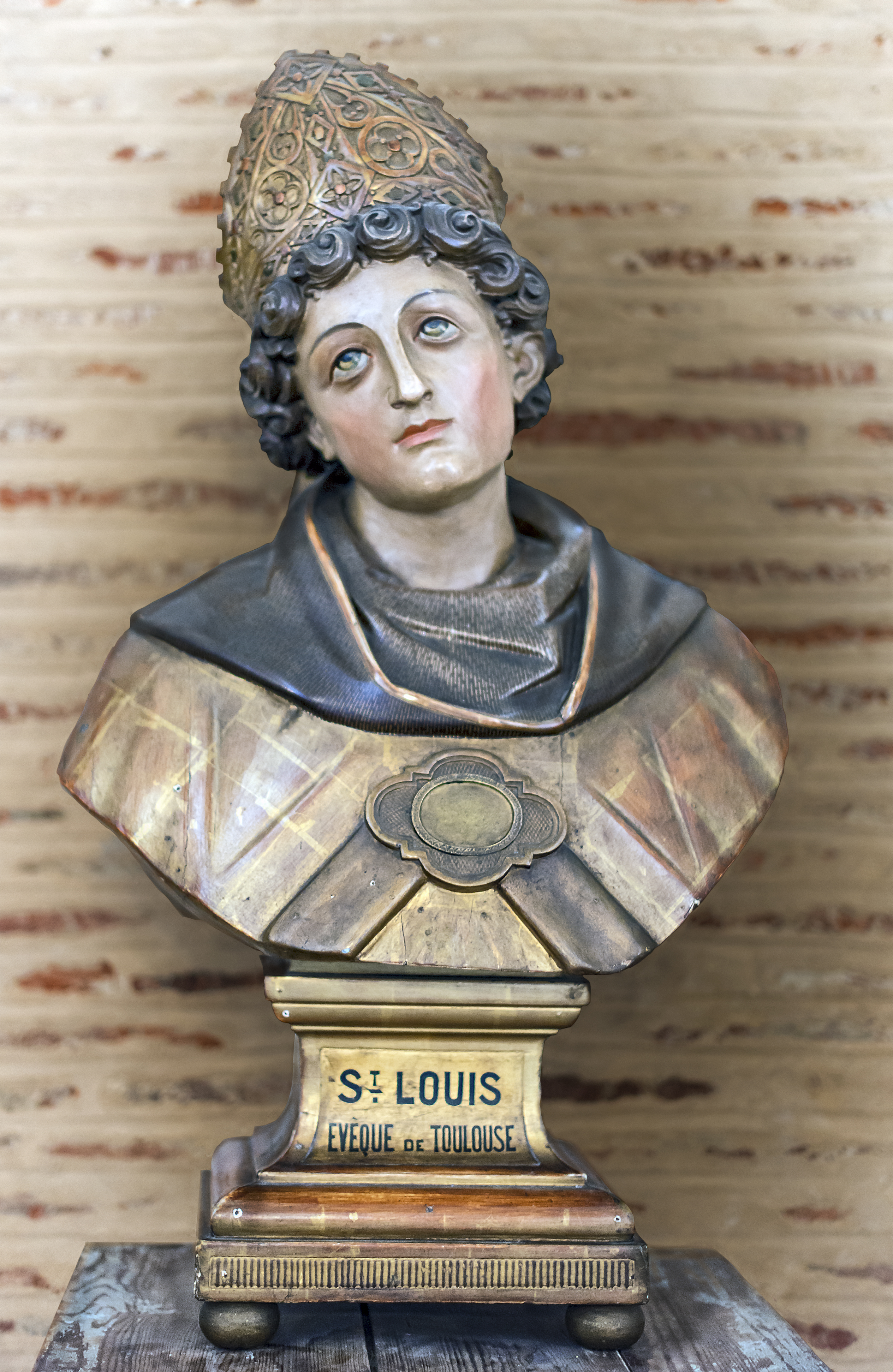
Basilique Saint-Sernin de Toulouse.
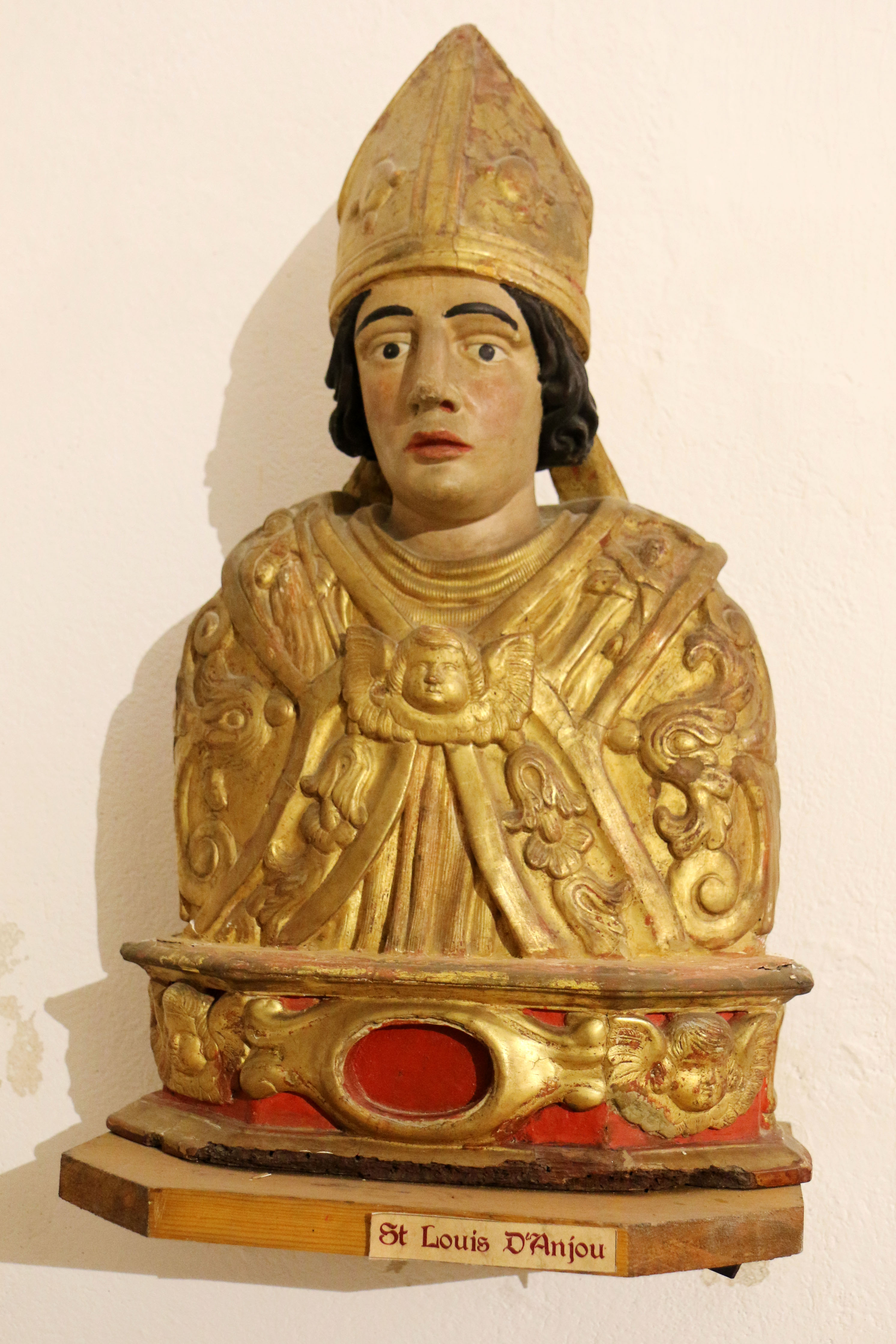
Collégiale de Six-Fours.

### En Italie
Le musée du Vatican possède un retable réalisé vers 1495/1496 par Le Pérugin. Il représente la Vierge à l'Enfant, saint Laurent, saint Louis de Toulouse (appelé en Italie « San Ludovico di Tolosa » le plus souvent, ou « Ludovico d'Angiò »), Herculanus et Constant. Cette œuvre comprenait deux parties : la cimaise représentant le Christ, qui est à Pérouse, et ce tableau.
Dans le transept de la chapelle Saint-Martin de la basilique Saint-François d'Assise se trouve une fresque réalisée par Simone Martini représentant saint Louis de Toulouse.
La basilique Santa Croce de Florence possède une statue de Donatello représentant saint Louis d'Anjou.
Le musée de Sansepolcro en Toscane rassemble plusieurs œuvres de Piero della Francesca dont une représentation de saint Louis d'Anjou (San Ludovico di Tolosa). Cette représentation est très intéressante car elle montre saint Louis portant la robe des franciscains sous son costume d'évêque.
La pinacothèque de Capodimonte à Naples présente le chef-d'œuvre de Simone Martini de l'illustre école siennoise peint à la manière byzantine, hiératique sur fond d'or; il représente saint Louis d'Anjou remettant la couronne à son frère Robert et célèbre l'abdication de saint Louis d'Anjou en faveur de son frère Robert en 1295 ; le saint est figuré en majesté, portant les insignes de sa fonction aux armes d'Anjou et recevant la gloire céleste tandis que son frère agenouillé à ses pieds reçoit la couronne royale. La prédelle de cet immense tableau bordé de fleurs de lis reprend en cinq scènes les épisodes de la vie du saint, de sa profession de foi à sa mort.
La façade du palais des Prieurs à Pérouse (Ombrie) s'ouvre sur le corso Vannucci par un portail dont le tympan est orné des statues des saints protecteurs de la ville : Louis de Toulouse, Laurent et Ercolano.
À Venise une église est dédiée à saint Louis d'Anjou (San Ludovico di Tolosa en italien), c'est l'église San Ludovico vescovo, dite église Sant'Alvise  (Alvise voulant dire Louis en dialecte vénitien). Les différents musées de peintures de la ville exposent des représentations du saint, courante dans la peinture vénitienne.

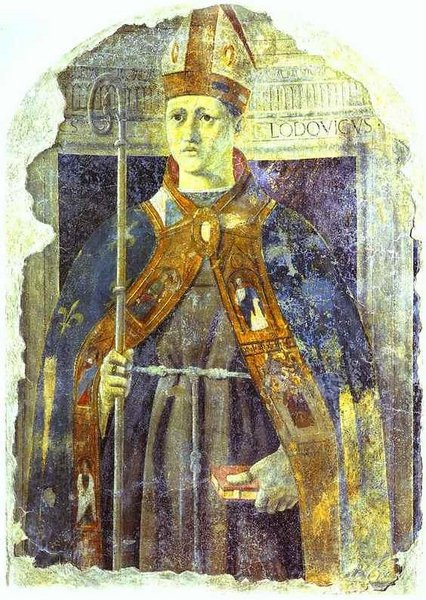
Piero della Francesca, musée de Sansepolcro, Italie.
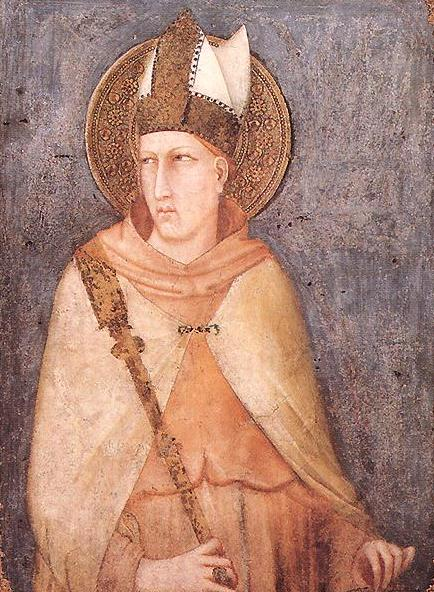
Fresque de la chapelle Saint-Martin à Assise, Simone Martini.
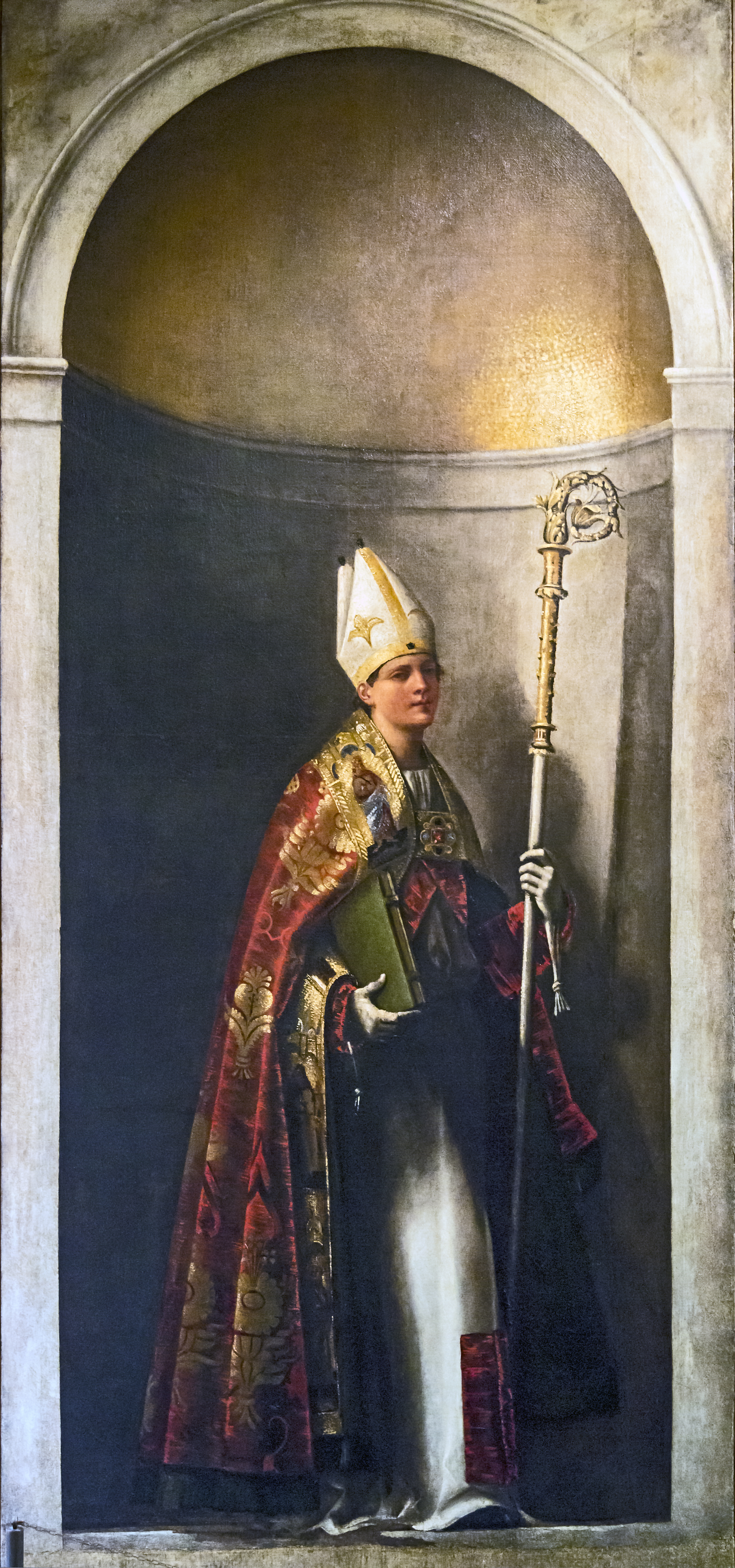
Sebastiano del Piombo, Venise.

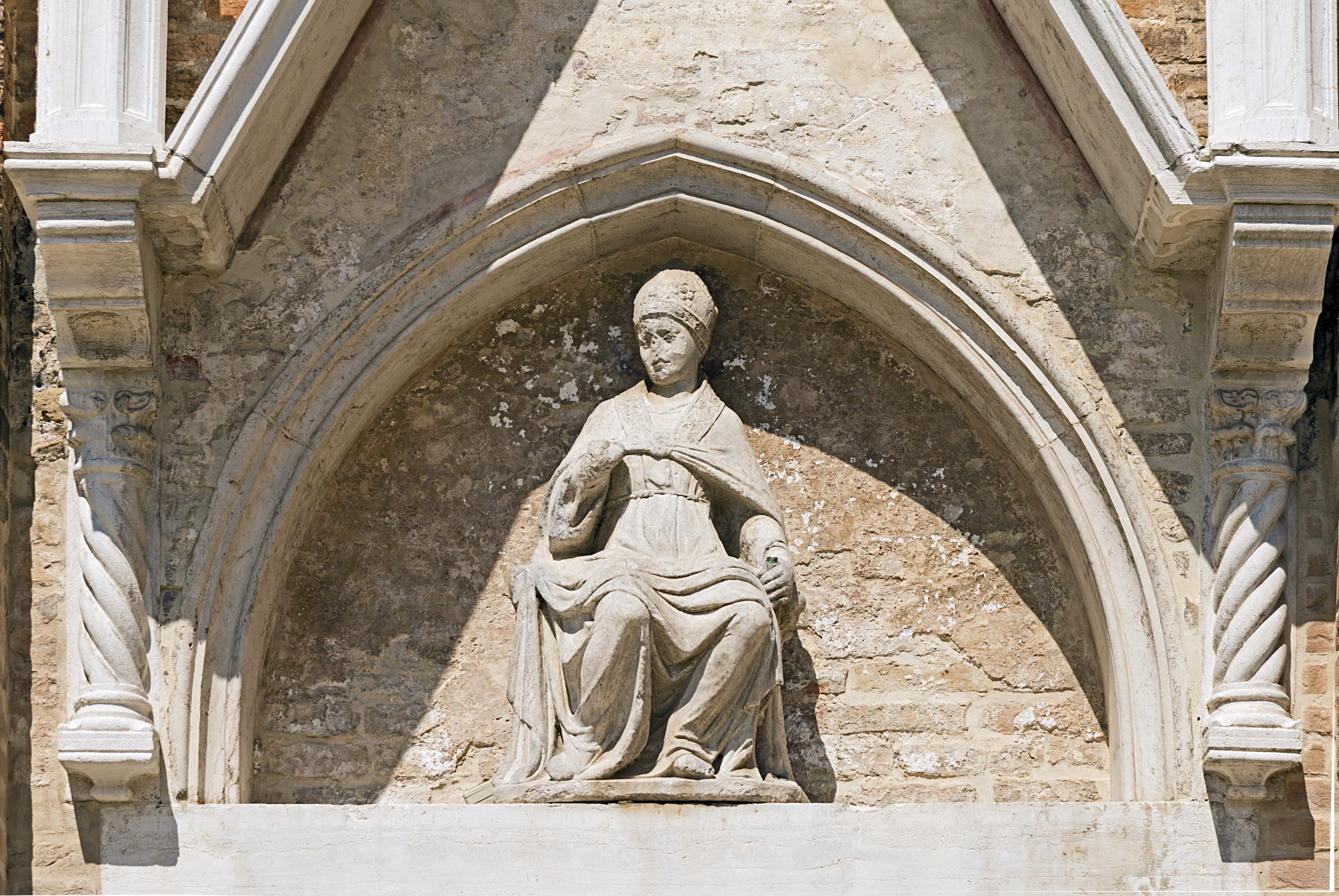
Statue de saint Louis de Toulouse, église Sant'Alvise.
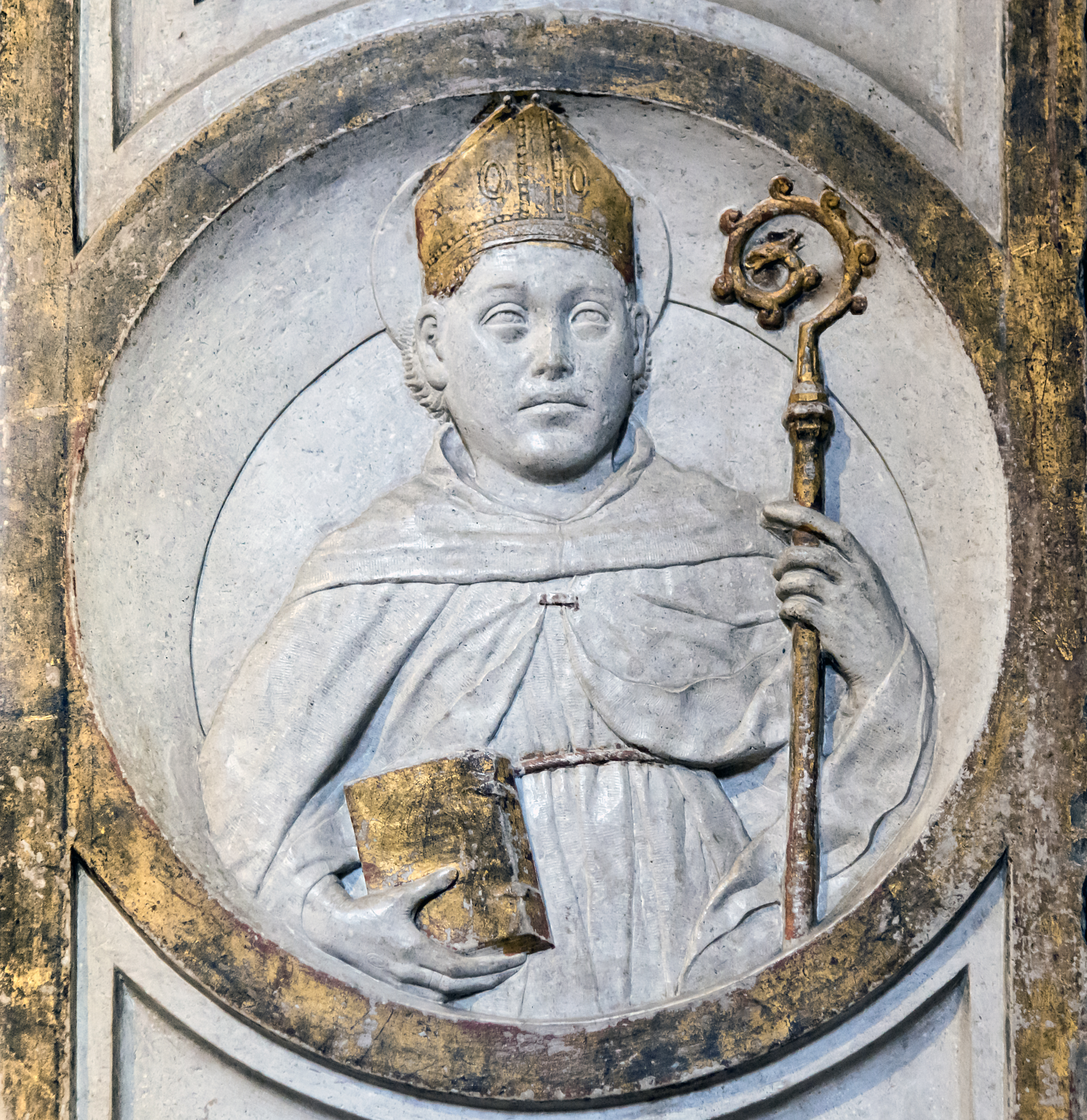
Bas-relief, basilique I Frari, Venise.
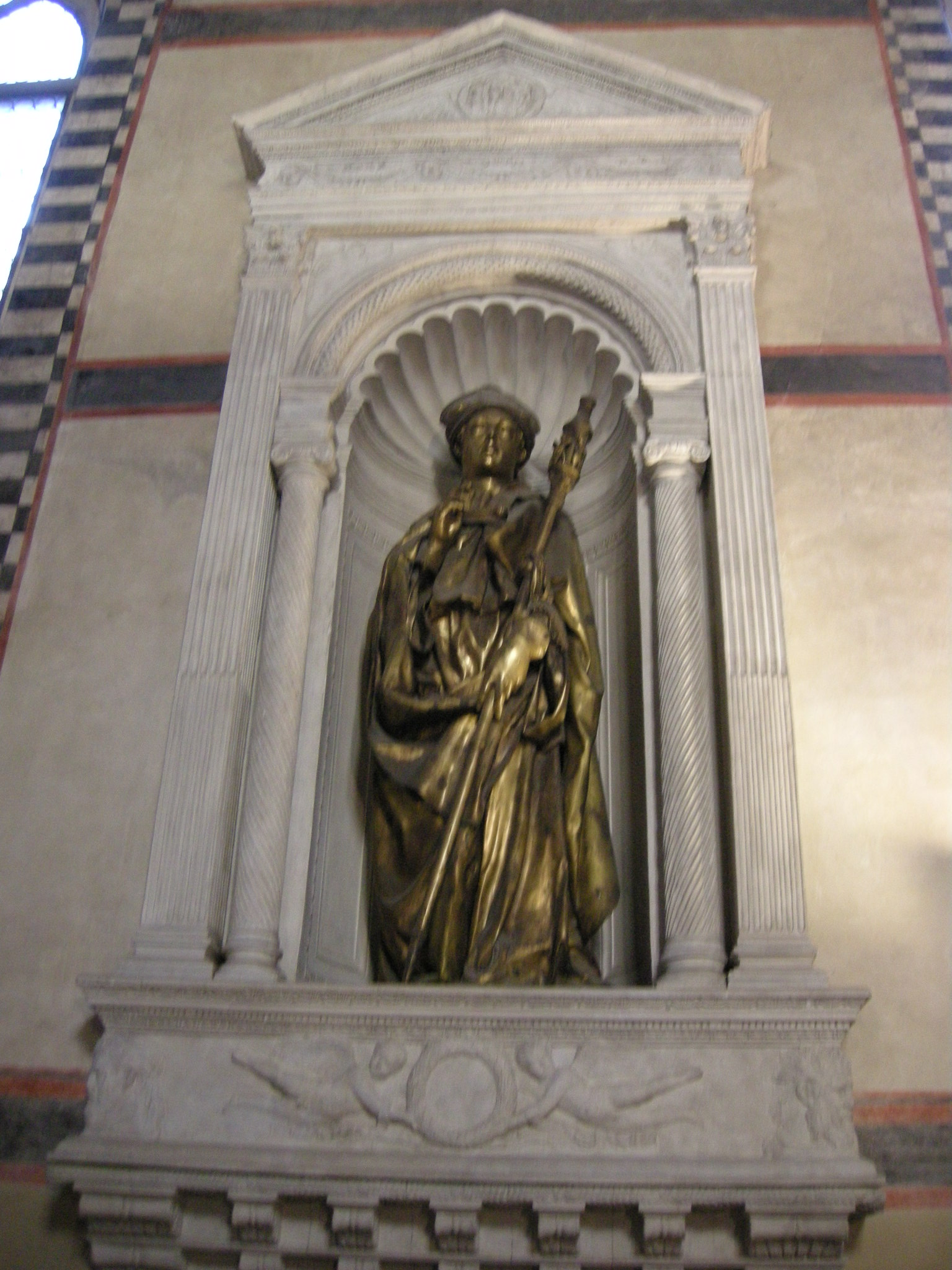
Statue de Donatello, basilique de la Sainte-Croix, Florence, Italie.

### En Espagne

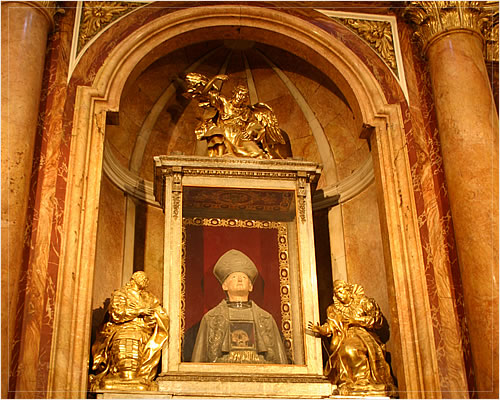
Chapelle Saint-Louis d'Anjou, cathédrale de Valence.

Dans ce pays où il avait été otage et où ses reliques demeurent en partie, son culte est honoré à Valence dans la cathédrale où une chapelle lui est consacrée avec ses reliques.

### Au Costa Rica
Au Costa Rica, il est saint patron du canton d’Aserrí, une ville très ancienne qui date de l’époque coloniale et qui se situe à 11 kilomètres de San José. Il est vénéré tous les 19 août avec des activités religieuses ainsi que des festivités populaires. Son église est patrimoine architectural du pays et une image de Saint-Louis de Toulouse se trouve dans cette paroisse.

### En Grande-Bretagne
En Grande-Bretagne, la Galerie nationale possède un tableau de Giovanni Antonio Pordenone en provenance d'un plafond de l'école (scuola) Saint-François et réalisé vers 1530/35.

### En Allemagne

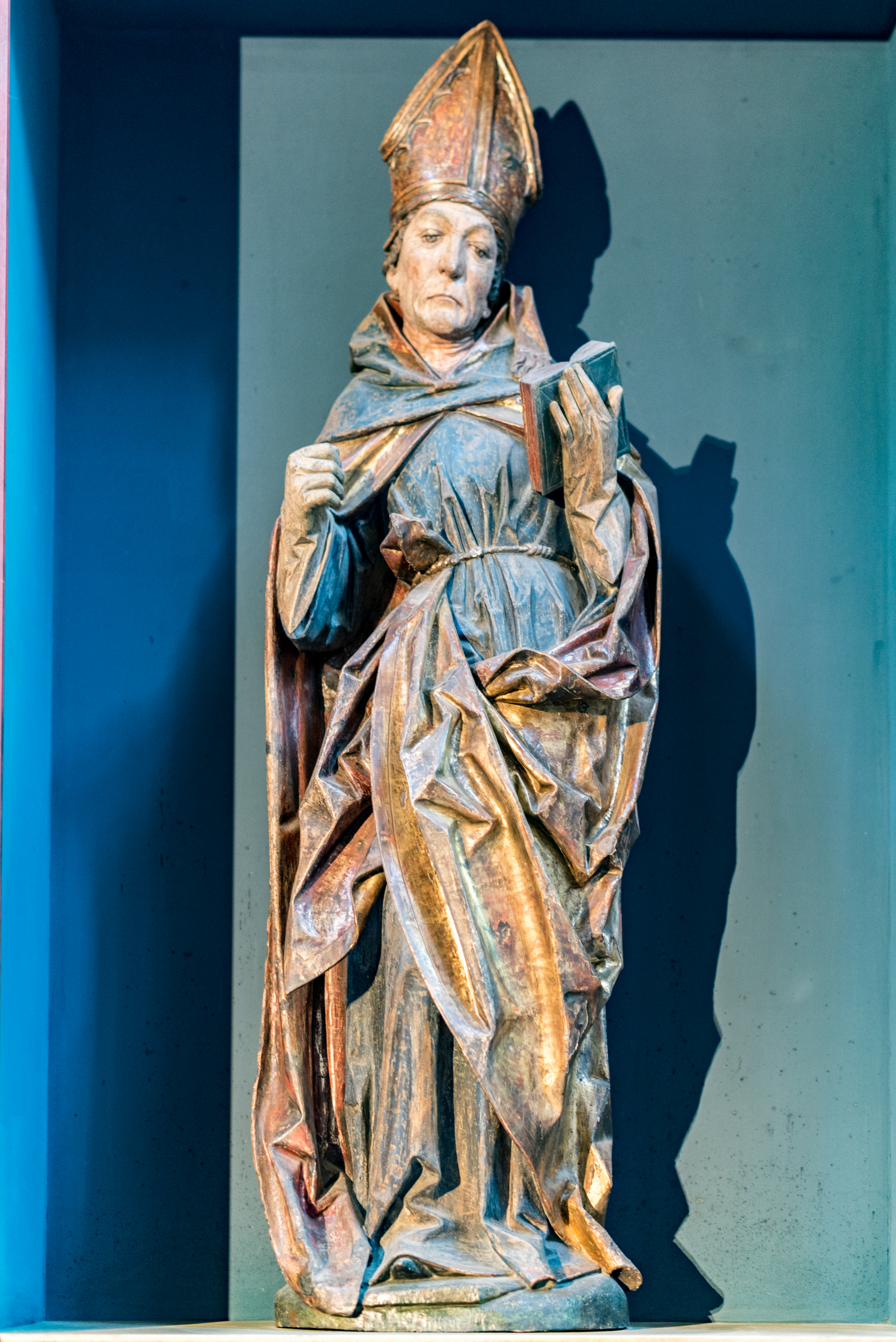
Autel de saint Louis d'Anjou, église Saint-Jacques, Rothenburg ob der Tauber.

Un autel de saint Louis d'Anjou est présent dans l'église Saint-Jacques de Rothenburg ob der Tauber.

### Aux États-Unis
Aux États-Unis, l'Institut d'Art Sterling et Francine Clark à Williamstown, possède un magnifique retable peint par Ugolino di Nerio qui décorait l'autel d'une église. Il se compose de sept portraits avec au centre la Vierge Marie, à gauche François, André, Paul et à droite Pierre, Stéphan, Louis de Toulouse.
- La ville de San Luis Obispo, en Californie, prend son nom de la mission espagnole fondée en 1772 qui honore Louis d'Anjou (St. Louis l'Évêque).